# 충주 유씨
충주 유씨(忠州 劉氏)는 충청북도 충주시를 본관으로 하는 한국의 성씨이다. 시조 유긍달(劉兢達)은 신라 말기 충주의 호족으로 딸이 고려 태조의 셋째 부인인 신명순성왕태후(神明順成王太后)가 되자 태사내사령(太師內史令)에 추증되었다.

## 역사
충주 유씨(忠州 劉氏) 시조 유긍달(劉兢達)은 신라 말 충주 지방의 유력한 호족이었다. 900년(효공왕 4) 궁예(弓裔)의 부장으로서 지금의 충주, 청주, 괴산 등지를 공격하여 청길(淸吉), 신훤(莘萱)의 세력을 평정할 때 왕건과 인연을 맺었다. 고려 건국 후에 딸이 왕건의 셋째 부인 신명순성왕태후(神明順成王太后)가 되어 태자 왕태(王泰), 훗날의 정종(定宗)과 광종(光宗), 문원대왕(文元大王) 왕정(王貞), 증통국사(證通國師) 등의 다섯 왕자와 낙랑(樂浪)과 흥방(興芳) 두 공주를 낳음으로써 유긍달의 가문은 강력한 외척으로 떠올랐으며 경종[975~981] 대까지 왕실과 긴밀한 관계를 유지하였다. 유긍달은 사후 태사내사령(太師內史令)에 추증되었다.

## 인물
- 유권열(劉權說) : 고려 태조의 제3왕후 신명순성왕태후의 친가인 충주 유씨 집안 출신으로 태조 즉위 초 광평시랑(廣評侍郞)이 되었다
- 유신성(劉新城) : 994년(성종 13) 광종의 묘정(廟廷)에 배향되었다. 1033년(덕종 2) 태부(太傅)에 추증되었고, 시호는 광위(匡衛)이다. 충주 정토사지 법경대사탑비의 음기(陰記)에 ‘신성아찬(新城阿湌)’이라고 기록되어 있는데, ‘아찬’은 신라의 직함이다. 고려 광종의 외가인 충주유씨 가문 출신의 인물로서, 광종의 신임을 얻어 조정의 중책을 맡아 활약하고 최고위 관위에 올랐던 명신(名臣)이다.

- 유진(劉瑨, ？ ∼ 1019년) : 본관은 충주(忠州)이며, 충주 출신이다. 척족(戚族)가문에서 태어나 광종 때 벼슬길에 나와 내승지(內承旨)가 되었다. 목종 때 이부상서 참지정사(吏部尙書參知政事)가 되고, 현종이 즉위한 뒤 상서좌복야(尙書左僕射)에 올랐으며, 1011년(현종 2)에는 내사시랑평장사(內史侍郎平章事), 이듬해에는 문하시랑을 지냈다. 1014년 검교태사 수문하시중(檢校太師守門下侍中)에 이르렀다. 1018년에 백성들에게 전염병이 유행하고 절후가 어긋나는 것은 형정(刑政)의 시기가 맞지 않기 때문이라고 임금에게 아뢰어 자못 재상의 여망이 있다는 평을 들었다. 여러 왕에 걸쳐 항상 근직(近職)에 있으면서 왕을 보필하고, 외직에 보임된 적은 없었다. 내사령(內史令)에 추증되었다.[2]

- 유징필(劉徵弼, ？ ∼ 1042년) : 고려 전기의 재상. 본관은 충주(忠州)이다. 1013년(현종 4) 예부시랑(禮部侍郎)으로서 거란에 사신으로 다녀왔으며, 뒤에 국자좨주(國子祭酒)가 되어 1020년의 복시(覆試)를 주관하였다. 1022년 한림학사 비서감에 제수되고, 다음해에 또다시 거란에 사행(使行)하였다. 1024년에 예부상서(禮部尙書)가 되었으며, 같은 해에 지공거(知貢擧)로서 이자연(李子淵)을 장원으로 뽑았다. 1030년 태자빈객(太子賓客)에 보임되었으며, 1032년(덕종 1) 상서좌복야(尙書左僕射), 그리고 상서우복야를 거쳐 1036년(정종 2)에는 참지정사 겸 서경유수사(參知政事兼西京留守使)가 되어 재상의 반열에 올랐다. 다음해에 내사시랑 동내사문하평장사(內史侍郎同內史門下平章事)·서경유수사로 승진하였다. 1040년 문한(文翰)으로서 현종·덕종·정종 3대를 보좌한 공로가 인정되어 아들 작(綽)에게 공부서령사(工部書令史)를 제수하는 공음(功蔭)이 베풀어졌다.

- 유방의(劉邦儀, 1092년 ∼ 1149년) : 고려 중기의 문신. 본관은 충주, 자는 안석(安石)이다. 아버지는 태자태사 행합문지후(太子太師行閤門祗候) 관(冠)이며, 어머니는 통사사인부인(通事舍人夫人) 오씨(吳氏)이다. 어려서부터 학문을 좋아하였으며, 진사에 급제한 뒤에 고공낭중(考功郎中) 이중연(李仲衍)의 딸과 결혼하였다. 1148년(의종 2) 삼화현령(三和縣令)에 임명되었으며 재관(在官)중 병사하였다.

- 유충기(劉沖墓) : 1190년(명종 20)에 문과에 급제하여 좌간의대부(左諫議大夫)를 거쳐 국자감 대사성(國字監大司成)을 지냈다.

- 유진룡(劉震龍) : 한국의 정치인. 문화체육관광부 장관(文化體育觀光部 長官)을 지냈다.

## 고려 왕실과의 인척 관계
- 태조비 신명순성왕태후
- 경종비 헌의왕후
- 성종비 문덕왕후
- 목종비 선정왕후

## 과거 급제자
충주 유씨는 조선시대 문과 급제자 3명, 무과 급제자 20명을 배출하였다.
고려 문과
유방의(劉邦儀) 유충기(劉冲基) 유희(劉羲)
문과
유기룡(劉起龍) 유사평(劉師玶) 유희(劉㵙)
무과
유계종(劉繼宗) 유귀창(劉貴昌) 유기립(劉起立) 유기태(劉基泰) 유명언(劉命彦)
유무성(劉武成) 유문(劉文) 유상량(劉相良) 유상헌(劉相憲) 유억구(劉億九)
유용수(劉龍水) 유의남(劉義男) 유의인(劉儀仁) 유종례(劉宗禮) 유중립(劉中立)
유처진(劉處珍) 유택진(劉澤珍) 유필한(劉弼漢) 유현복(劉顯複) 유홍택(劉弘澤)
생원시
유사공(劉師珙) 유상현(劉尙鉉) 유현(劉俔)
진사시
유곤(劉琨) 유응관(劉應寬) 유해징(劉海徵)

## 인구
- 1985년 274가구, 1,125명
- 2000년 497가구, 1,597명
- 2015년 2,544명

## 같이 보기
- 거창 유씨
- 배천 유씨
- 강릉 유씨
- 연안 유씨